# 1214 w polityce
Wydarzenia polityczne w 1214 roku.

## Wydarzenia
- 16 lutego - armia Jana bez Ziemi ląduje w La Rochelle celem zdobycia Andegawenii[1].
- 26 lipca - najazd wojsk Filipa II Augusta na Flandrię[1].
- 27 lipca - decydujące zwycięstwo Filipa II Augusta nad koalicją Ottona IV i Jana bez Ziemi w bitwie pod Bouvines[2].
- 18 września - rozejm w Chinon pomiędzy Filipem II Augustem a Janem bez Ziemi, zawarty na okres 5 lat[3].

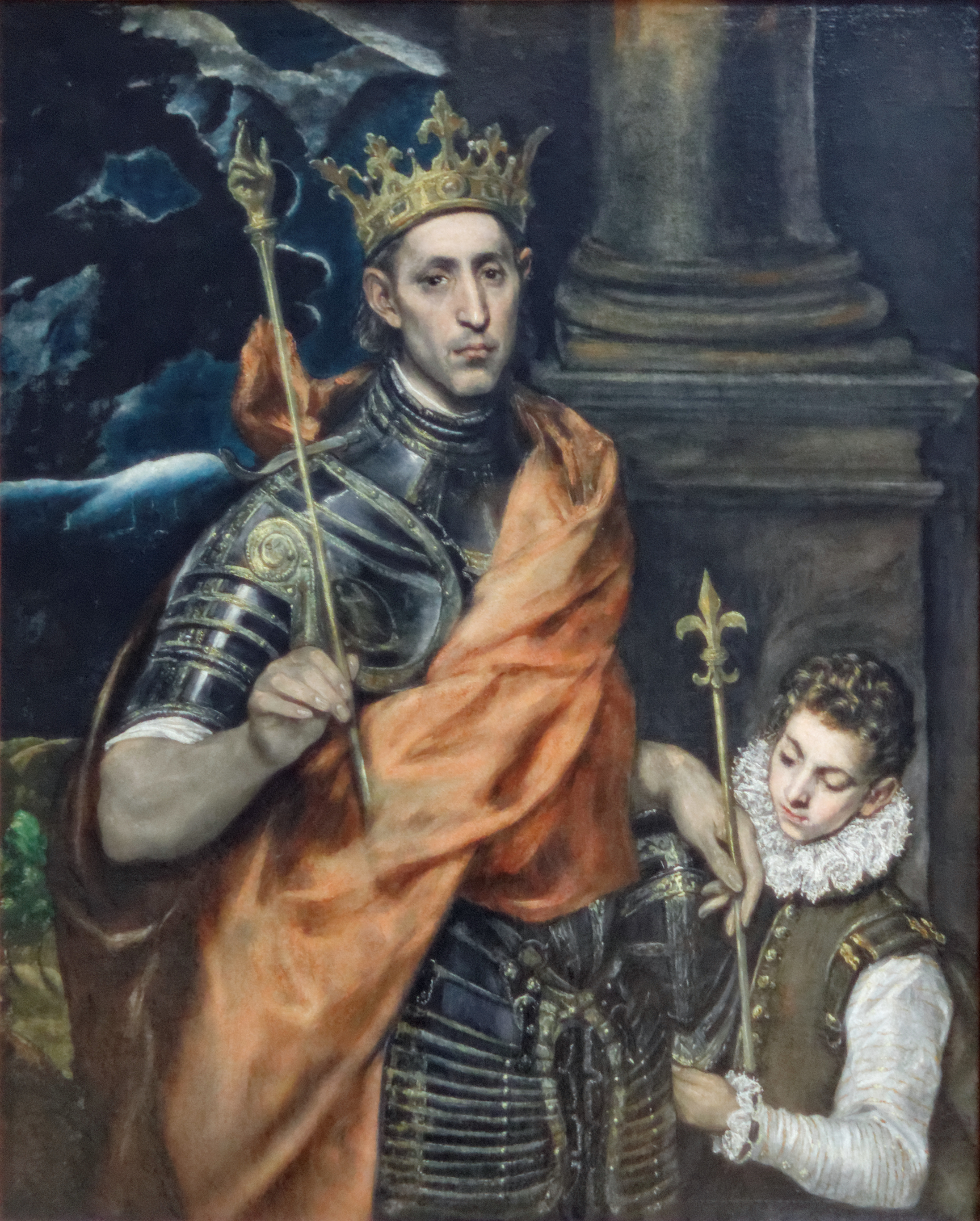
El Greco, Święty Ludwik z paziem

## Urodzili się
- 25 kwietnia Ludwik IX, król Francji z dynastii Kapetyngów, panujący od 1226, kanonizowany w 1297[4].
- Izabela Plantagenet, córka Jana bez Ziemi, cesarzowa rzymska[5].

## Zmarli
- 6 października Alfons VIII Szlachetny, król Kastylii od 1158[6].